# Christine Kirch
Christine Kirch (Guben, 1696 – 6 maggio 1792) è stata un'astronoma tedesca.

## Biografia
Era la figlia degli astronomi Gottfried Kirch e Maria Margaretha Kirch e la sorella di Christfried Kirch. Con sua sorella Margaretha Kirch imparò l'astronomia dall'età di 10 anni. Da bambina, Kirch assistette i suoi genitori nelle loro osservazioni astronomiche. Si dice che da giovane Kirch era responsabile di tenere il tempo usando un pendolo. Quando diventò più grande, Kirch fu incaricata di calcolare i calendari e aiutò in questo compito prima la madre e poi suo fratello.
Fino al 1740 Kirch non riceveva un salario per i suoi contributi, ma viveva grazie a piccole donazioni dell'Accademia reale prussiana delle scienze. In seguito alla morte di suo fratello Christfried l'accademia fece affidamento su di lei per calcolare i calendari. Si assunse quindi la responsabilità di calcolare il calendario della Silesia, una provincia conquistata dalla Prussia nei primi anni 1740. L'accademia aveva un monopolio sui calendari e il calendario della Silesia generò notevoli entrate per l'accademia, pertanto, nel 1776, Kirch ricevette dall'accademia un rispettabile salario di 400 talleri.
Kirch rimase a lavorare al calcolo di calendari per l'accademia fino all'anzianità ed era tenuta in grande considerazione. A 77 anni di età l'accademia le diede il titolo di emerito, così continuò a ricevere un salario dall'accademia senza essere obbligata a lavorare. Introdusse l'astronomo Johann Bode alla creazione di calendari. Morì nel 1782.